# Luís Carlos Winck
Luís Carlos Coelho Winck (Portão, 5 gennaio 1963) è un allenatore di calcio ed ex calciatore brasiliano, di ruolo difensore, tecnico del Manauara.

## Carriera

### Club
Winck inizia la carriera a 17 anni nell'Internacional, restando a lungo nel club, fino al 1989, anno nel quale passa al Vasco da Gama. Proprio durante la sua militanza in questo club, subisce una frattura che lo tiene fuori dalla rosa per Italia 1990. Nel 1991 torna all'Internacional, ma l'anno dopo si trasferisce nuovamente al Vasco. Nel 1993 il giocatore passa brevemente nel Grêmio e nel Corinthians, prima di passare tutta la stagione 1994 all'Atlético Mineiro. Nel 1995 si trasferisce al Botafogo e successivamente al Flamengo, ma nel 1996 decide di chiudere la carriera al São José, squadra dello stato di Rio Grande do Sul.

### Nazionale
Nel 1984 Winck viene chiamato, a 21 anni, per Los Angeles 1984, dove conquista la medaglia d'argento, e nel 1985 debutta in nazionale maggiore, in una partita contro la Colombia. Nel 1988 gioca la sua seconda Olimpiade, quella di Seul 1988, vincendo un'altra medaglia d'argento. Winck quindi è uno dei pochi calciatori ad aver disputato due Olimpiadi. Ha partecipato alla Copa América 1993.

## Palmarès

### Giocatore

#### Club

##### Competizioni statali
- Campionato Gaucho: 5

Internacional: 1981, 1982, 1984, 1991
Grêmio: 1993

##### Competizioni nazionali
- Campionato brasiliano: 1

Vasco da Gama: 1989

#### Nazionale
- Argento olimpico: 2

Los Angeles 1984, Seul 1988

#### Individuale
- Bola de Prata: 2

1985, 1987

### Allenatore
- Campionato Amazonense: 1

Gremio Coariense: 2005
- Campeonato Gaúcho Divisão de Acesso: 1

Esportivo: 2012
- Campeonato da Região Serrana: 1

Passo Fundo: 2013
- Campeonato da Região Sul-Fronteira: 1

Lajeadense: 2014
- Copa FGF: 1

Lajeadense: 2014